# Gusso Reuss
Gustav Otto „Gusso“ Reuss (* 19. Juni 1885 in Göggingen; † 28. April 1962 in Fürstenfeldbruck) war ein deutscher Chemiker, Glasurforscher und Keramiker.

## Leben
1893 bis 1902 besuchte Gusso Reuss das Gymnasium bei St. Stephan und Realgymnasium (ohne Abschluss) in Augsburg.
1902 bis 1911 studierte er Chemie an der TH Berlin und in London. 1912 forschte er in Chile (Salpeterminen), Australien (Bleiminen), Südafrika und auf Südseeinseln. 1913 bereiste Gusso Reuss im Auftrag eines englischen Konsortiums Indien, Japan und China, um die dortigen Glashütten zu reorganisieren. Dabei lernte er die Keramik der Song-Dynastie kennen.
1914 wurde er in das Füsilier-Regiment in Königsberg einberufen. Schon 1915 wurde er wegen angeborener Schwerhörigkeit aus dem Militärdienst entlassen.
1921 ließ er sein Labor in München in das Handelsregister eintragen. Schon 1924 verlegte er den Betrieb nach Schöngeising (heute: Bahnhofstraße 8). Im gleichen Jahr heiratete er Charlotte Püpke.
Die ersten Gefäße mit „Sungrot“-Glasur präsentierte Gusso Reuss 1927 auf der Leipziger Messe. 1937 präsentierte er seine Werke auf der Weltausstellung und erhielt dort eine Goldmedaille. 1953 zerstörte ein Unwetter den Kamin seiner Kohleöfen, den er nicht wieder aufbauen durfte. Ab da brannte er in kleinen Muffelöfen und später auch in Elektroöfen.
1962 zog er nach Fürstenfeldbruck, wo er noch im gleichen Jahr starb.

## Schaffen

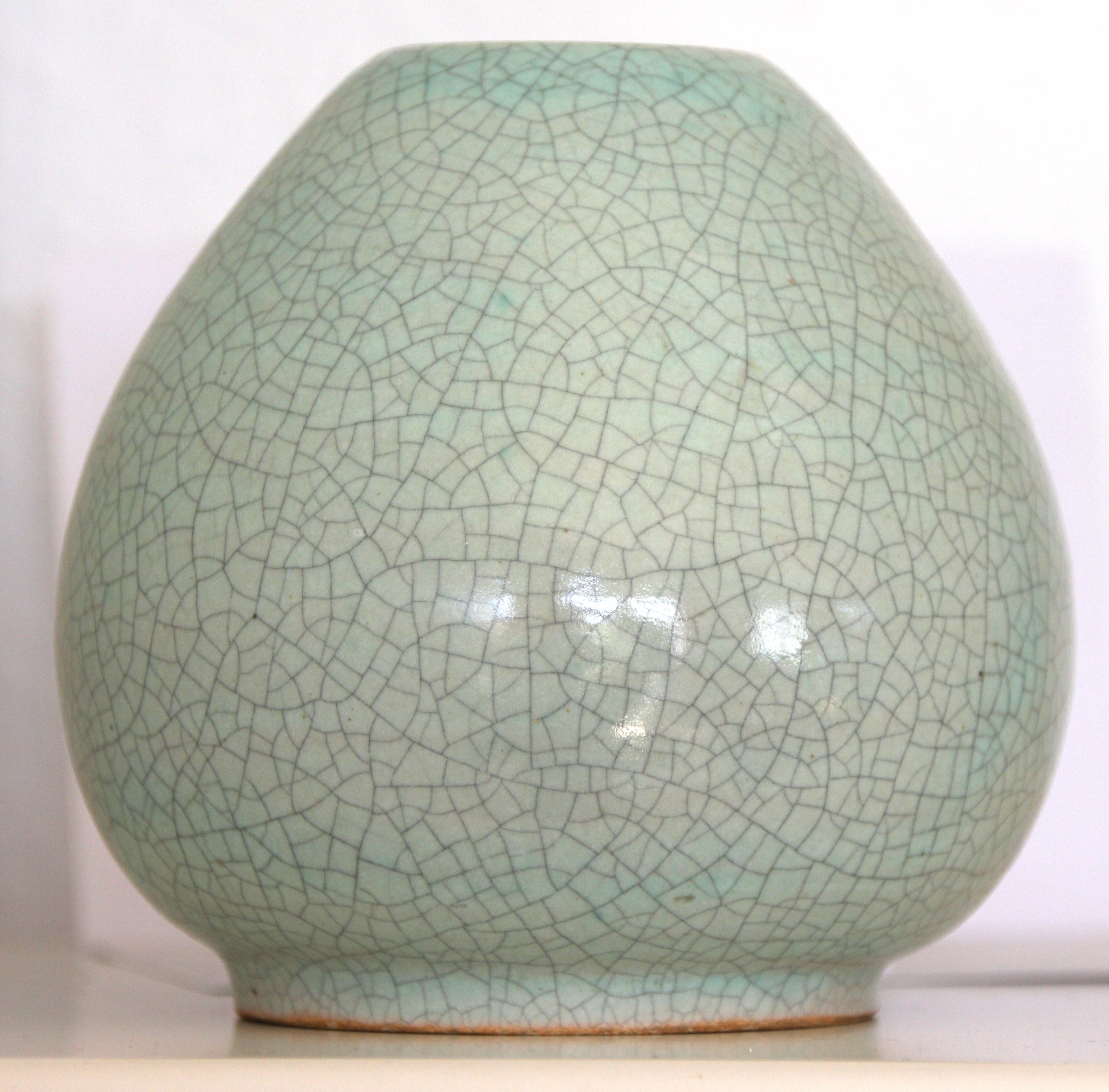
Vase von Gusso Reuss mit Clair-de-Lune-Glasur

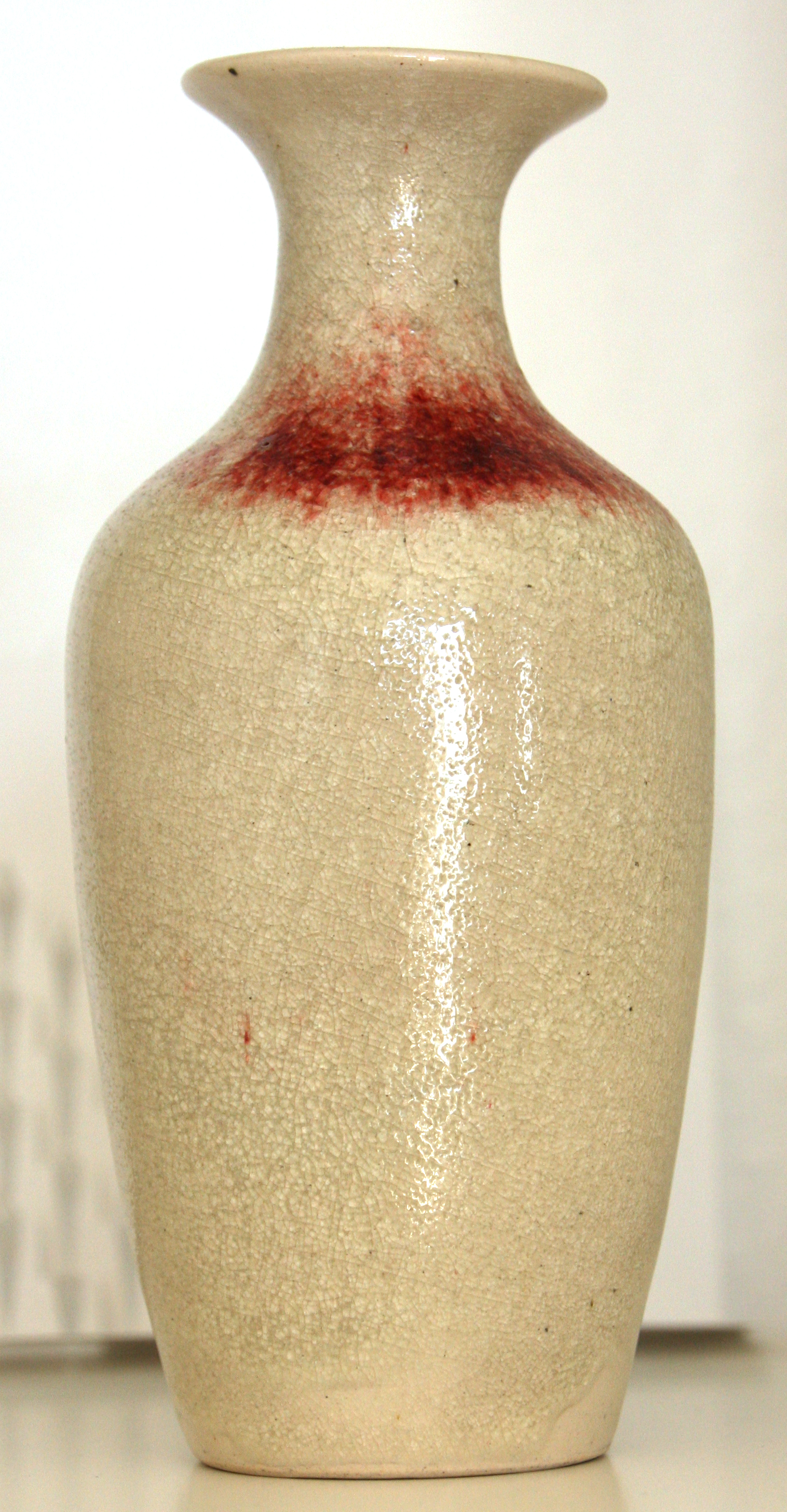
Vase von Gusso Reuss mit Mutton-Tallow-Glasur

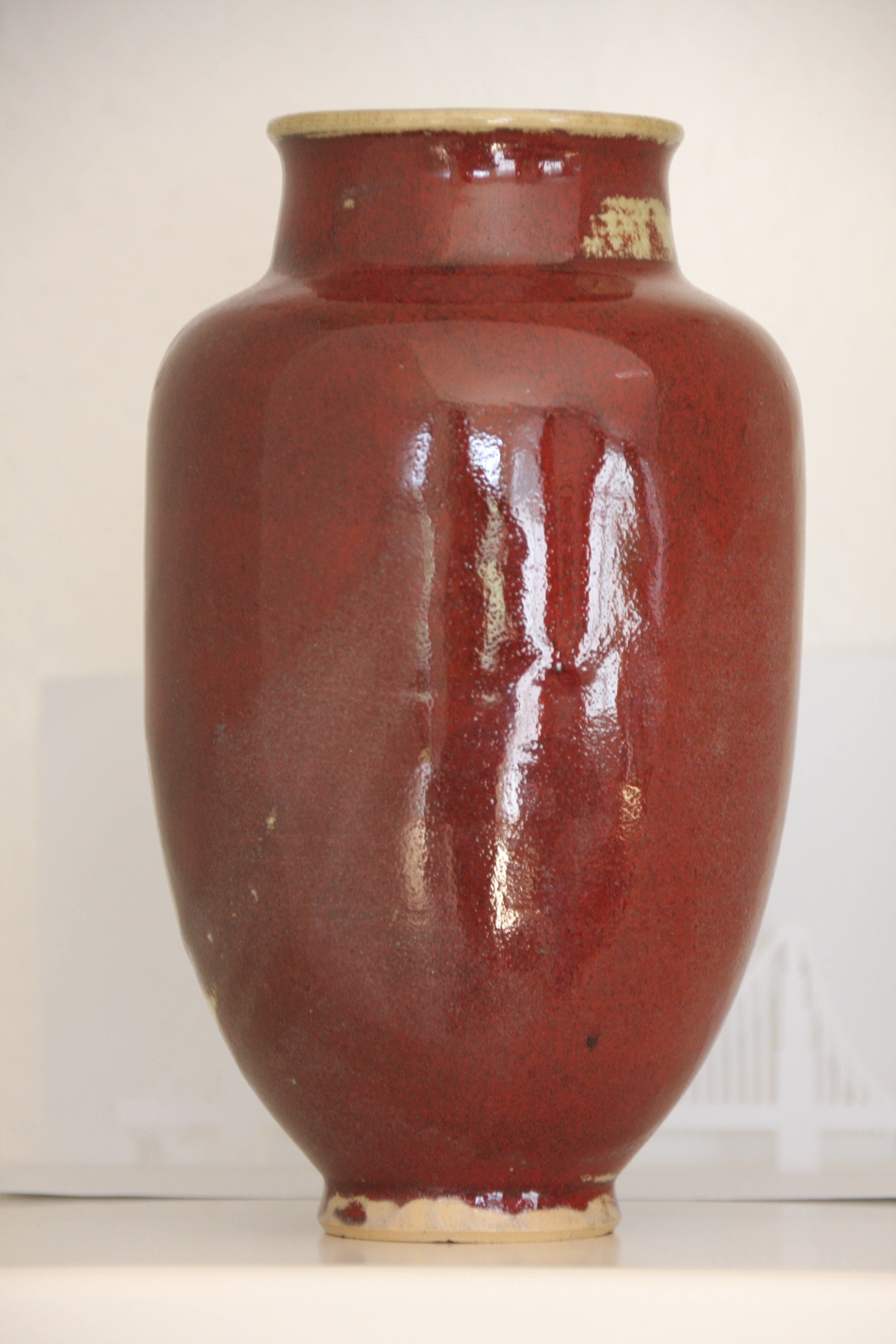
Gusso-Reuss-Vase mit K'ang-Hsi-Red-Glasur („Ochsenblut“)

Reuss verwendete kaum vorgefertigte Glasuren. Die meisten Glasuren entwickelte und mischte er selbst. Teilweise waren hunderte von Probebränden erforderlich, bis die Glasur den gewünschten Effekt zeigte. Berühmt ist Gusso Reuss für seine Kupferoxidglasuren im Reduktionsbrand (also unter Sauerstoffausschluss) und für seine Kristallglasuren.
Die vier Angestellten drehten ohne Schablone an drei Fußschubscheiben. Damit war eine Jahresproduktion von 30.000 Stück möglich.
Bekannt sind diese Glasuren unter folgenden Bezeichnungen:
- „Sungrot“ in Nachahmung der Keramik der Song-Dynastie, die Reuss in China kennengelernt hatte,[3] insbesondere Jūn yáo, Guān yáo, Yao pien in den Farbvarianten
  - „Peachbloom“ (zartrosa)
  - „Rouge Flambée“
  - „Ochsenblut“ (tiefrot) ähnelt dem „K'ang-hsi-Rot“, besitzt aber durchgefärbte Vasenränder
  - „Abendhimmel nach dem Regen“ (graugrüner Schimmer mit wolkigen Flecken)
- „Clair de Lune“ (hellblau-grün, feincraqueliert) nach dem Vorbilde der Jūn yáo-Keramik, eine Metalloxid-Glasur im Oxidationsbrand.
- „Rauchquarz“ (rot oder dunkelbraun bis schwärzlich, manchmal mit roten Schlieren), eine doppelt gebrannte Glasur: über einer weißen Glasur mit grobmaschigem Craquelée folgt eine Kupferoxid-Glasur
- „Kaisergelb“ (leuchtend gelb) in Nachahmung der Keramik aus der Zeit von Kaiser Hongzhi (1488–1505)
- Kangxi-Glasuren mit strukturieren Oberflächen:
  - „Schlangenhaut“
  - „Libellenhaut“ (gelblich-ockerfarben mit Lüsterschimmer)
  - „Forellenhaut“ (graurote Fleischtöne mit roten Punkten)
  - „Hammeltalg“ (weiß, matt, speckig mit schwarzen Schlieren)
- „K'ang-hsi-Rot“ (beige mit rot herunterlaufender dicker Glasur) in Nachahmung der dunkelroten Lang-Yao-Glasuren aus der Zeit von Kaiser Kangxi (1654–1722)
- „Persischblau“ (lapislazulifarbig mit Craquelée) in Nachahmung der Keramik Nebukadnezars II.
- „Seladon“ (weißlich-gelb bis grüngrau), soll Jade imitieren.
- „Aventurin“ (dunkelbraun) eine Kristallglasur
- „Erbsgrün“ in Nachahmung grüner Keramik der Song-Dynastie
- „Mattblau“ bzw. „Shigarakiyaku“ (matt, wässrig blau)
- Kristall- und Goldglasuren, dazu zählen:
  - „Black-Mirrow“ (tiefschwarz glänzend mit kleinen Goldkristallen) nach Vorbildern der Kangxi-Zeit
  - „Goldbrokat“ oder „Goldcraquelée“ (unterschiedliche Farben mit Goldkristallen oder Blattgoldauflagen)
  - „Milchstraße“ (lavendelblau mit Goldkristallen)

## Schüler
Gusso Reuss hatte viele Schüler aus der ganzen Welt, darunter Fr. Th. Schroeder, der später an der Werkkunstschule Darmstadt lehrte. Doch seine eigentlichen Glasurrezepturen gab er nie weiter und vernichtete sie am Ende.